# NickMusic
NickMusic (anteriormente MTV Hits) es un canal de televisión por suscripción estadounidense que empezó sus transmisiones el 1 de mayo de 2002.  Es operado por Paramount Media Networks que es una filial de Paramount Skydance Corporation.  
A diferencia de MTV, y de manera similar a otros canales de televisión musicales de Viacom como BET Jams, BET Soul y CMT Music, NickMusic muestra vídeos de música las 24 horas y con muy pocos anuncios publicitarios. La estructura de NickMusic se basa en la programación de los primeros años de MTV2, con bloques de cuatro horas, repetidos seis veces por día.

## Historia
El canal inicio transmisiones bajo el nombre de MTV Hits el 1 de mayo del 2002, y cuya programación consistió completamente en videos musicales. 
Después de un par de años en el aire, los vídeos mostrados en MTV Hits se hicieron menos arbitrarios, pasando los nuevos vídeos una vez cada uno o dos horas. Desde 2004, MTV Hits se esforzó para añadir más variedad a sus programas. Cerca del final de 2004, MTV Hits empezó a mostrar vídeos musicales con contenidos más oscuros, y vídeos viejos, lo cual antes no habían hecho. 
Cuando un artista está a punto de lanzar un nuevo álbum o proyecto, que MTV Hits considera digno del honor, MTV Hits mostrará los “días fieles”. 
Los días fieles son cuando sus vídeos se muestran varias veces al día con todo lo relacionado con el artista y su disco, incluyendo sus nuevos vídeos. Madonna tuvo un total de 10 días fieles, mientras Hilary Duff tuvo 4 días fieles (del 13 al 17 de agosto de 2005) y Justin Timberlake tuvo un fin de semana para promover su último álbum, “Future Sex/Love Sounds”.
MTV Hits también presenta programas como Total Request Live (TRL), el mismo que es transmitido por MTV y Mi Total Request Live (Mi TRL), el mismo emitido por MTV Tr3s. 
En diciembre de 2005, MTV Hits mostró “My Hitlist Month”, en la cual se mostraban las canciones “defectuosas” de artistas norteamericanos, como Nelly Furtado, Ashlee Simpson, Ryan Cabrera, entre otros, en la cual los espectadores podían enviar sus Hitlists.  Había también “Breakup Song” Hitlist y “One Hit Wonders” Hitlist. En algunas ocasiones, MTV Hits muestra videos de artistas hispanos, como la talla de Enrique Iglesias, Pitbull o Nelly Furtado.

### Presencia en línea
Durante My Hitlist Month, en diciembre de 2005, fue creada la página web de MTV Hits, el cual tiene poco contenido debido a que el canal solo pasa vídeos de música y alcanza una audiencia limitada. El objetivo de la página era promover la serie My Hitlist Month y recibir las Hitlists de los espectadores. La página fue la web hermana de la página de MTV Jams.

### Relanzamiento como NickMusic
El 9 de septiembre de 2016, el canal pasó a ser gestionado por Nickelodeon y fue relanzado como NickMusic (siguiendo el paso de Nick Radio, emisora de radio en línea de iHeartMedia), convirtiéndose en el último de los canales parte del MTV Networks Digital Suite en cambiar de imagen, proceso el cual empezó en 2006 con el rebrand de VH1 Country como CMT Pure Country. Algunos bloques de programación de MTV Hits como Videos We Heart se mantuvieron en el nuevo canal, aunque no se concretaron los planes de crear nuevos espacios de guest DJs protagonizados por celebridades juveniles tanto de la música como de actores de las series de Nickelodeon, junto con un supuesto traslado del programa musical TeenNick Top 10 al canal. MTV Hits fue además el último canal de la Suite con programación musical 24/7 en dejar de usar la marca MTV en los Estados Unidos para la época, con la excepción de MTV Classic el cual retomó su programación de videos musicales a tiempo completo ya que su nuevo formato tenía muy baja audiencia.
El último video transmitido por MTV Hits antes del rebrand fue Clint Eastwood de Gorillaz, seguido por el primer video musical emitido por NickMusic, Happy de Pharrell Williams.

## Disponibilidad internacional

### Latinoamérica
El 31 de agosto de 2020, NickMusic comenzó sus emisiones en Latinoamérica en reemplazo de VH1 MegaHits. En las operadoras que contaban con el canal Nicktoons, este último al cerrar emisiones fue reemplazado manualmente por NickMusic. La señal disponible en la región es la misma que se transmite en los Estados Unidos.